# Anneke van Giersbergen
Anneke van Giersbergen (née le 8 mars 1973 à Saint-Michel-Gestel) est une chanteuse néerlandaise. Elle est à la tête du groupe Agua de Annique, qu'elle a créé en 2006. Auparavant, elle était surtout connue en tant que chanteuse du groupe néerlandais The Gathering.

## Biographie
Anneke van Giersbergen a connu le succès en tant que chanteuse du groupe néerlandais The Gathering, dont elle signe la plupart des textes durant 11 ans, de 1995 à 2006. Elle a aussi travaillé entre autres avec Lawn, The Farmer Boys, Ayreon, Napalm Death, Moonspell et Amorphis et Devin Townsend.
Elle quitte The Gathering en 2007 pour se lancer en solo et créer son propre groupe, Agua de Annique. Leur premier album Air sort en 2007. Anneke y présente ses propres compositions, plus orientées pop. En janvier 2009 paraît l'album Pure Air, un album épuré et acoustique, reprenant de nombreux titres de l'album Air, ainsi que d'autres morceaux très divers, tels que Ironic d'Alanis Morissette. Elle s'y entoure également de plusieurs artistes tels que Danny Cavanagh (Anathema), Niels Geusebroek, Marike Jager, Kyteman, Arjen Lucassen, John Wetton et Sharon den Adel. L'album permet à Anneke de mettre en avant sa voix cristalline, toujours parfaitement maîtrisée et vibrante. Le troisième album, In Your Room sort en octobre 2009, sous le nom de Anneke van Giersbergen & Agua de Annique. Le premier extrait s'intitule Hey Okay!. Un album live issu de la tournée suivant la sortie d'In Your Room sortira en 2010, intitulé Live in Europe
En 2012, Anneke sort son troisième album, Everything is Changing, orienté plus pop rock contrairement aux deux précédents. C'est également à partir de cet album que le nom Agua de Annique est abandonné pour laisser place au nom Anneke van Giersbergen. 2013 marquera l'arrivée du quatrième album d'Anneke, Drive, très orienté rock.
Giersbergen a aussi chanté dans deux chansons du groupe Globus, intitulées Mighty Rivers Run et Diem Ex Dei en 2006. Enfin, elle fait partie du Devin Townsend Project, où elle tient la place de chanteuse principale sur les albums Addicted (2009) et Epicloud (2012), et sur plusieurs tournées.
En 2014, avec Arjen Anthony Lucassen, ils fondent le nouveau groupe the Gentle Storm. Le premier album est The Diary (mars 2015), un album concept racontant une histoire d'amour au XVIIe siècle. Fin 2016, Anneke Van Giersbergen annonce la création du groupe de metal progressif Vuur. Le reste du line-up est composé de la chanteuse Marcela Bovio (Stream of Passion), du batteur Ed Warby (Gorefest, Ayreon, Hail of Bullets), des guitaristes Jord Otto (Propane, ReVamp) et Ferry Duijsens et du bassiste Johan Van Stratum (Stream of Passion).

## Vie personnelle
Anneke Van Giersbergen est mariée au batteur Rob Snijders (Celestial Season, Garcia Plays Kyuss, Kong) avec qui elle a eu un fils en 2005. Rob Snijders a participé à l'enregistrement des albums solo de sa compagne.

## Galerie

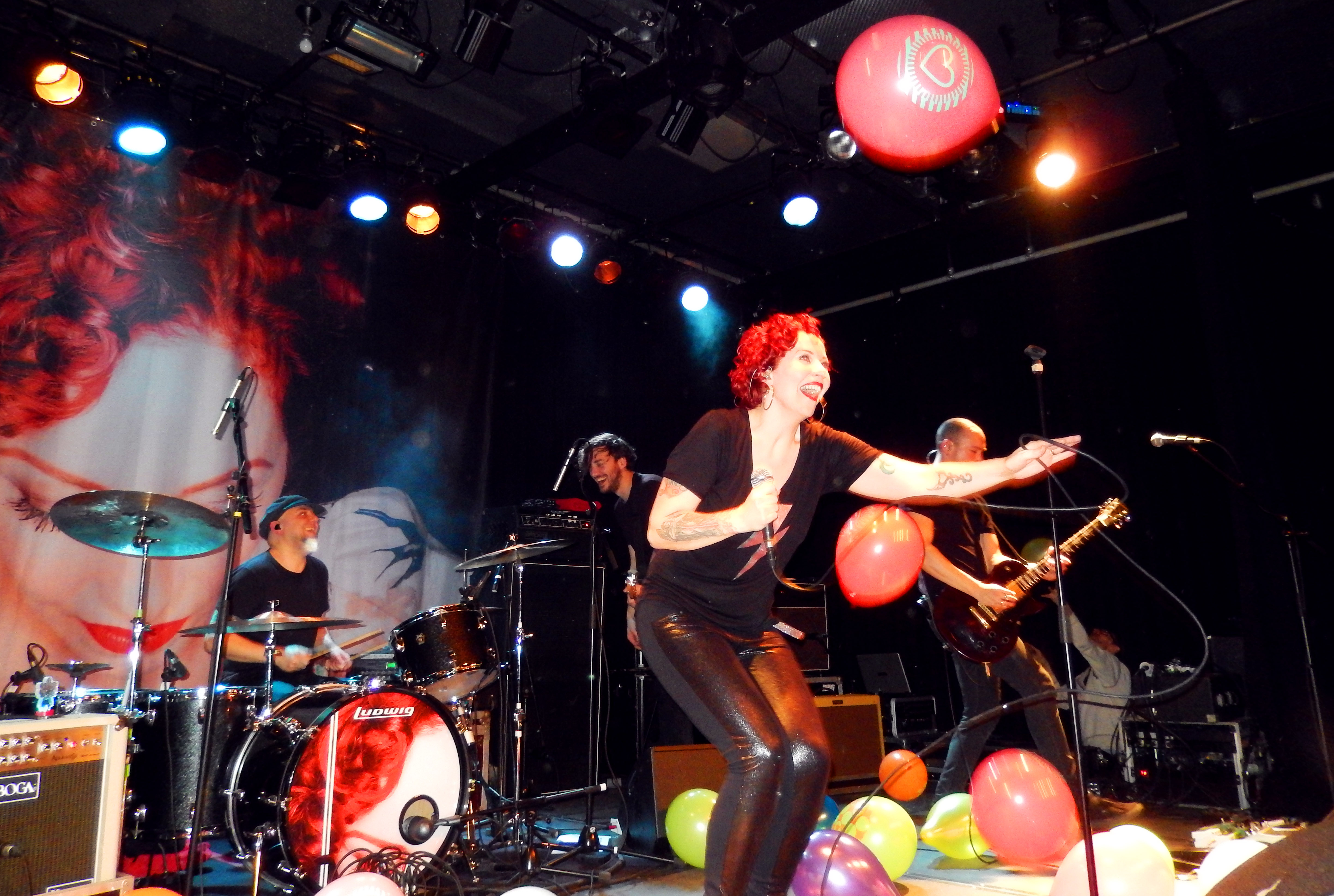
Anneke van Giersbergen en concert à Goes, mars 2014.
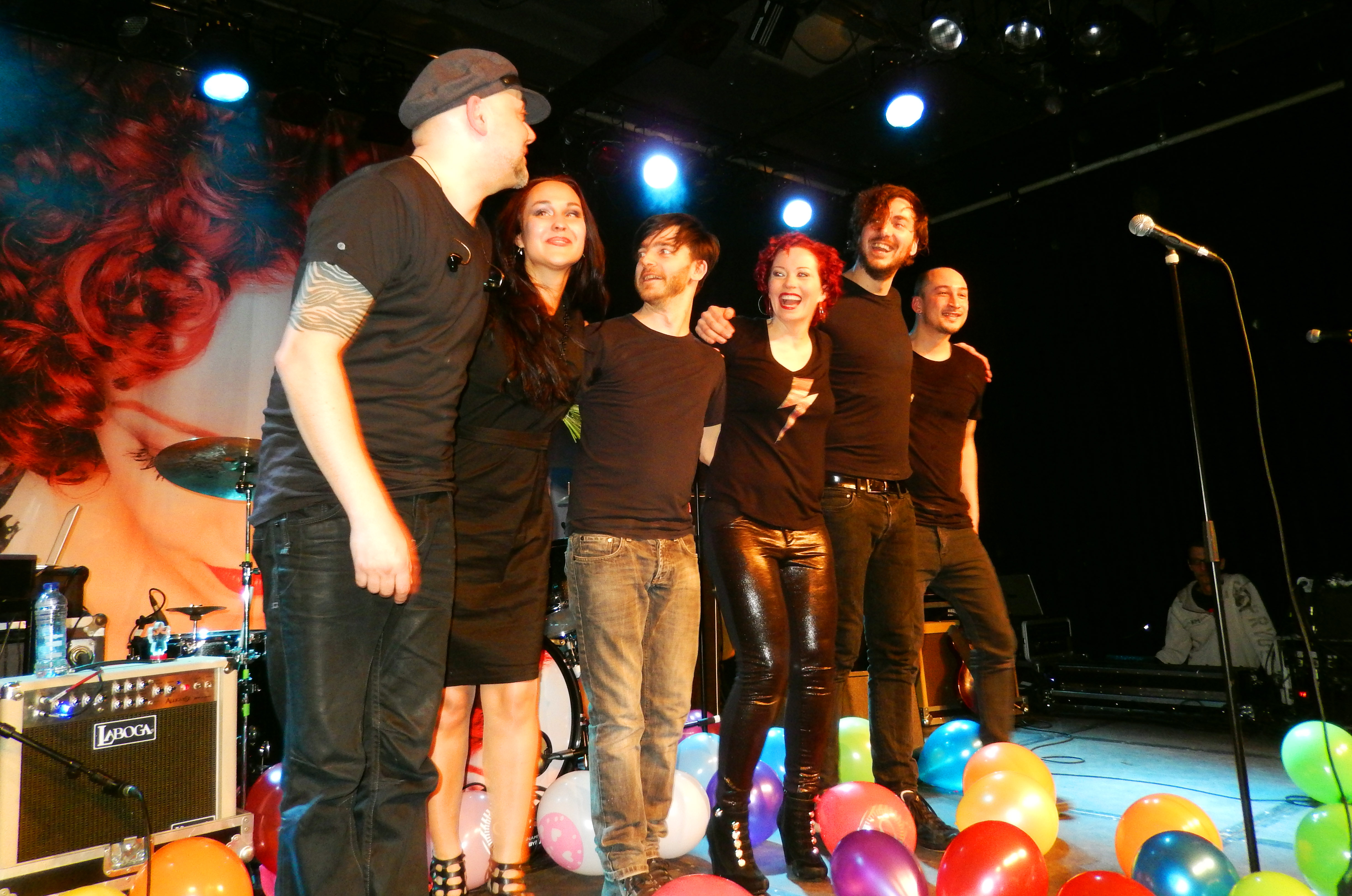
Anneke van Giersbergen à Goes (NL), en mars 2014.
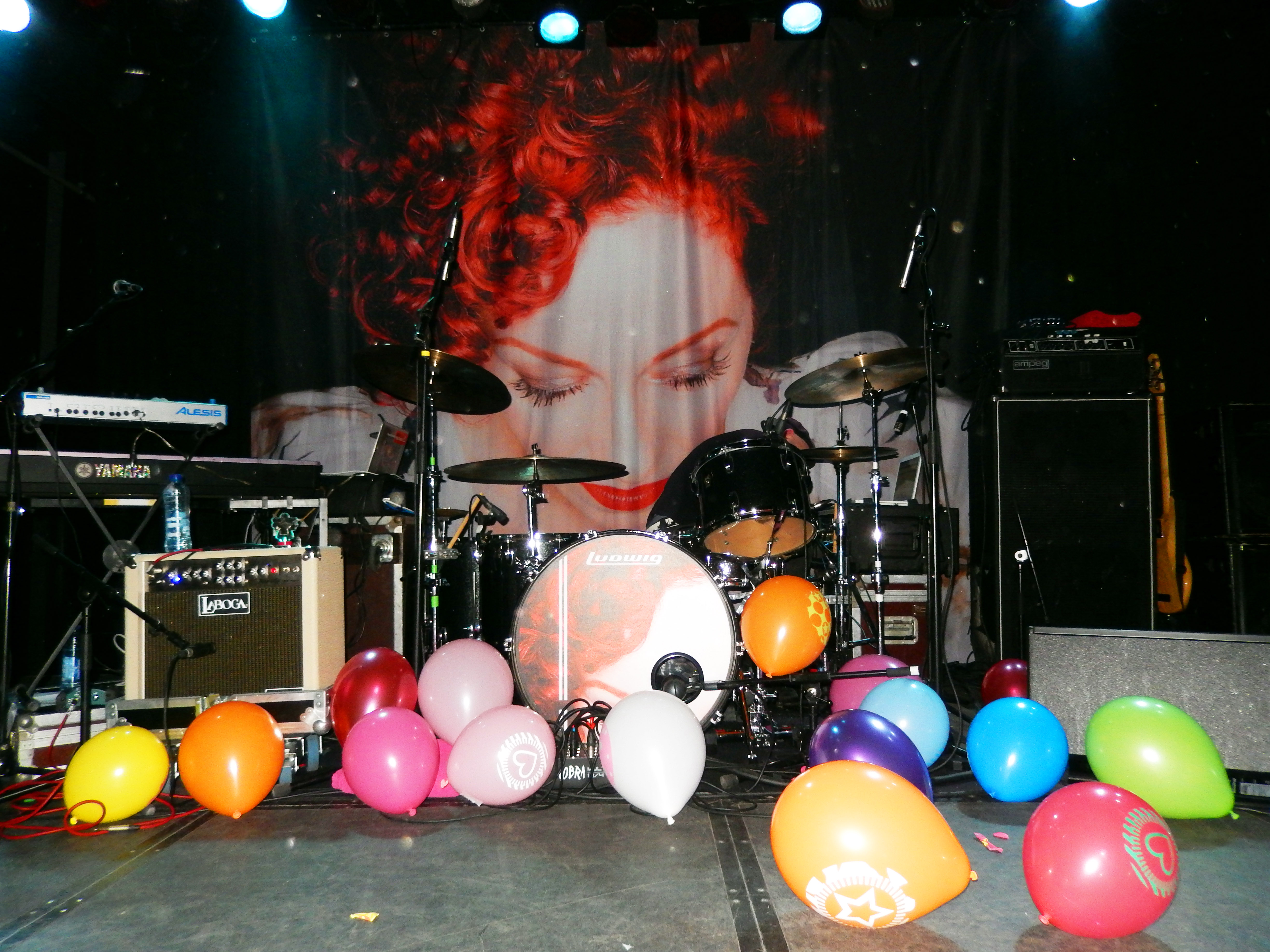
Anneke van Giersbergen, la scène après le Birthday show à Goes (NL) 2014.

## Discographie

### Solo / avec Agua de Annique
- 2007 : Air (octobre 2007)
- 2009 : Pure Air (janvier 2009)
- 2009 : In Your Room (octobre 2009)
- 2010 : Live in Europe (live) (octobre 2010)
- 2012 : Everything is Changing (janvier 2012)
- 2013 : Drive (septembre 2013)
- 2021 : The Darkest Skies are the Brightest

### The Gathering
- 1995 : Mandylion
- 1997 : Nighttime Birds
- 1998 : How to Measure a Planet?
- 2000 : Superheat (live)
- 2000 : if_then_else
- 2002 : Black Light District (EP)
- 2003 : Souvenirs
- 2004 : Sleepy Buildings – A Semi Acoustic Evening (live)
- 2006 : Home
- 2007 : A Noise Severe (live)
- 2012 : TG25: Live at Doornroosje'' (live)
- 2018 : Symphonized (live)

### Danny Cavanagh
- 2009 : In Parallel (live)
- 2017 : Monochrome

### Devin Townsend Project
- 2009 : Addicted (novembre 2009)
- 2012 : Epicloud (septembre 2012)
- 2014 : Z² - Skyblue (mai 2014)
- 2016 : Transcendence (septembre 2016)

### The Gentle Storm
- 2015 : The Diary (mars 2015)

### Árstíðir
- 2016 : Verloren Verleden[4] (avec Árstíðir) (février 2016)

### Vuur
- 2017 : In this Moment We Are Free - Cities (octobre 2017)

### Autres participations
- Ayreon - Into the Electric Castle (1998)
- Globus - Epicon (2006) - Mighty Rivers Run et Diem Ex Dei
- John Wetton - Geoff Downes - Icon II : Rubicon (2006) - To Catch a Thief et Tears of Joy
- Napalm Death - Smear Campaign (2006) - Weltschmerz et In Deference
- Merry Pierce - The Warm Aquarium (2007) - Audrey's Dance
- Ayreon - 01011001 (2008)
- Moonspell - Night Eternal (2008) - Scorpion Flower
- Within Temptation - Black Symphony (2008) - Somewhere
- Within Temptation - An Acoustic Night at the Theatre (2009) - Somewhere
- John Wetton - Raised in Captivity (2011) - Mighty Rivers
- Novembers Doom - Aphotic (2011) - What Could Have Been
- Amorphis - Queen of Time (2018) - Amongst Stars[5]
- Scarlean - Soulmates (2019) - Wonderful Life[6]